# Philinna von Larissa
Philinna (altgriechisch Φίλιννα Phílinna; 4. Jahrhundert v. Chr.) war eine Ehefrau des Königs Philipp II. von Makedonien und Mutter des späteren Königs Philipp III. Arrhidaios.
Philinna stammte aus Larissa in Thessalien. Sie wurde vermutlich um 358/357 v. Chr. mit König Philipp II. verheiratet. Möglicherweise gehörte sie der Fürstenfamilie von Larissa an, womit ihrer Ehe ein politischer Zweck zugrunde gelegen haben mag.
Ihr Sohn Arrhidaios war älter als ihr Stiefsohn Alexander (* 356), kam aber durch eine geistige Behinderung für die Thronfolge kaum in Betracht. Die verschiedentlich überlieferte Behauptung, Philinna sei eine Tänzerin (lateinisch saltatrix) gewesen, könnte der Propaganda der Diadochenkriege entsprungen sein, die zur Diskreditierung König Philipps III. Arrhidaios beitragen sollte.
Die Annahme einer ersten früheren Ehe Philinnas, der ein Sohn namens Amphimachos entsprungen sei, geht auf einen wohl missverständlichen Eintrag bei Arrian zurück.